# Kalorie

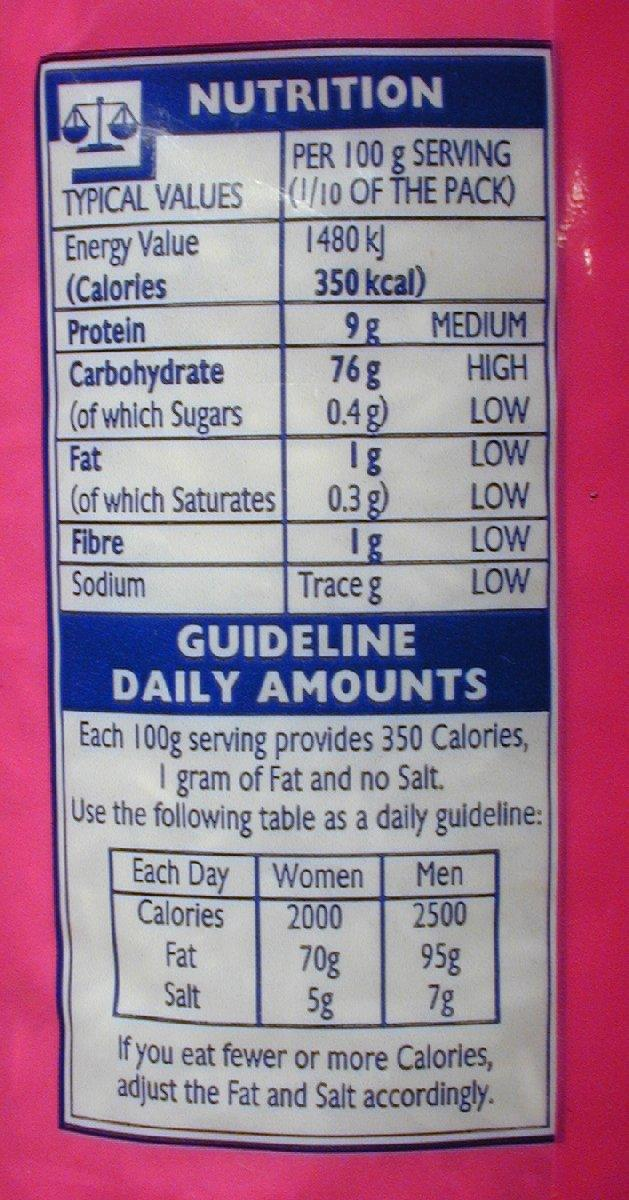
Nutriční údaje na balíčku rýže z Velké Británie

Kalorie (značka cal) je jednotka energie, dnes již většinou nahrazená joulem. V praxi se objevuje hlavně při vyjadřování energetické hodnoty potravin (kde se ovšem obvykle používá její násobek kilokalorie). Existovalo mnoho různých definic kalorie, dnes se používá následující:
Kalorie je množství energie, které dokáže zvýšit teplotu 1 gramu vody ze 14,5 °C na 15,5 °C.
Jelikož měrná tepelná kapacita vody je asi 4185 J·kg−1·K−1, platí tedy, že
1 cal ≈ 4,185 J
Důvodem uvedení přesné teploty v definici je fakt, že měrná tepelná kapacita je mírně závislá na teplotě, takže bez udání počáteční teploty by jednotka nebyla přesně určena.
Původní kalorii definoval francouzský chemik Henri Victor Regnault jako množství tepla, potřebného k ohřátí 1 g vody z 0 °C na 1 °C. Později byla definována střední kalorie jako setina tepla, potřebného k ohřátí gramu vody z 0 °C na 100 °C. Nakonec byla přijata definice uvedená v úvodu tohoto článku, odpovídající skoro přesně střední kalorii. Původní Regnaultova kalorie byla 1,008× větší než střední kalorie.

## Kilokalorie
Častěji se však používá jednotka tisíckrát větší (dříve označovaná jako tzv. velká kalorie), kilokalorie, značená kcal (v anglické literatuře také Cal), odpovídající tedy asi 4,185 kJ. Pokud se o kaloriích mluví v souvislosti s výživou, obvykle se používají kilokalorie.

## Přepočty
- 1 kcal = 1000 cal ≈ 4 185 J = 4,185 kJ
- 1 cal ≈ 4,185 J
- 1 J ≈ 0,239 cal
- 1 kJ ≈ 239 cal = 0,239 kcal